# Stockholm Mean Machines

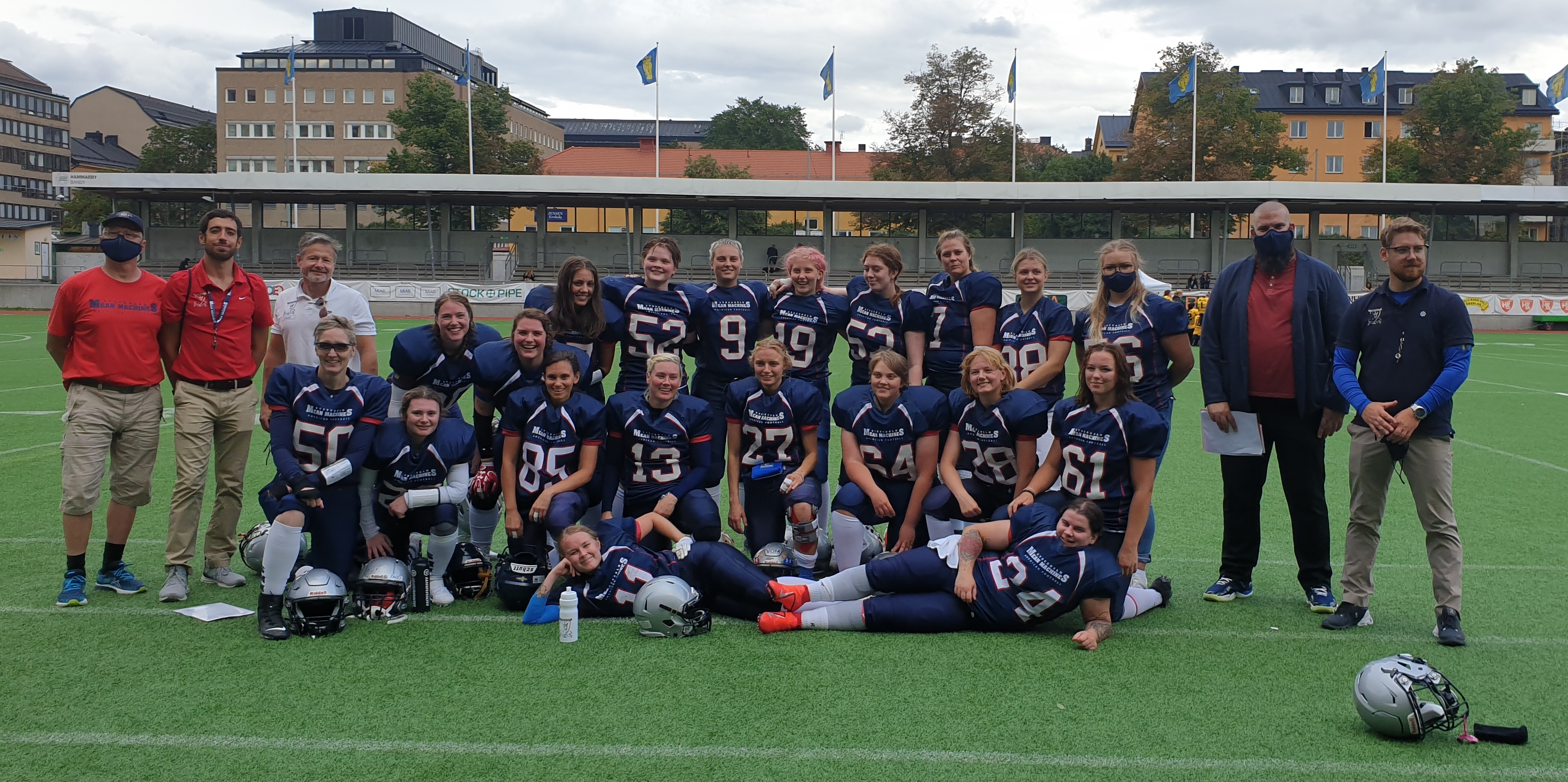
Stockholm Mean Machines damlag 2021.

Stockholm Mean Machines är en klubb från Stockholm som spelar amerikansk fotboll i Superserien. 
Klubben bildades 1982 som Danderyds AFF och var då den första klubben i Sverige för denna sport. Senare bytte man namn till Danderyd Mean Machines och blev Stockholm Mean Machines när man flyttade från Danderyd till Stockholm i mitten av 1990-talet.
Klubbens nuvarande hemmaplan är Zinkensdamms IP på Södermalm. När klubben hörde hemma i Danderyd, var Stockhagens IP dess hemmaplan.

## Meriter
- SM-guld:
  - Herrar: 1990, 1997, 1998, 1999, 2000, 2002, 2004, 2005, 2006, 2008, 2009, 2018, 2019, 2022 och 2023.
  - Damer: 2012[1] 2013, 2014, 2015

### Fotnoter
1. ↑  ”Första SM-finalen för damer någonsin”. SVT Sport. 23 september 2012. http://www.svt.se/2.21335/1.2842955/forsta_sm-finalen_for_damer_nagonsin. Läst 27 september 2012.